# Állami Politikai Igazgatóság
Az Állami Politikai Igazgatóság (rövidítve: GPU, oroszul: Государственное политическое управление), majd később Egyesített Állami Politikai Igazgatóság (rövidítve: OGPU, oroszul: Объединённое государственное политическое управление) OSZSZSZK, illetve a Szovjetunió hírszerzéssel és elhárítással foglalkozó politikai rendőrsége volt 1922–1934 között. Teljes neve a Szovjetunió Népbiztosainak Tanácsa mellett működő Egyesített Állami Politikai Igazgatóság volt (oroszul: Объединённое государственное политическое управление при СНК СССР).

## Története
A bolsevik forradalom utáni konszolidáció nyomán az 1921. december 28-i IX. Összoroszországi Szovjetkongresszuson döntöttek az Összoroszországi Különleges Bizottság (röviden: VCSK, vagy Cseka) megszüntetéséről, és helyette egy új politikai rendőrség felállításáról. A VCSK bázisán 1922. február 28-án hozták létre a Szovjet-Oroszország területén működő Állami Politikai Igazgatóságot, amely 1923. november 15-től az egész Szovjetunió titkosszolgálataként Egyesített Állami Politikai Igazgatóságként (OGPU) működött tovább. 1926-tól Sztálin az OGPU-t pártbeli ellenzéke ellen kezdte használni. Egyik feladatuk volt a szovjet iparba állítólagosan beférkőzött szabotőrök kiszűrése. Az első híresebb eset a sahti bányászok ügye volt. (Néhány egykori mensevik mérnöknek rendeztek kirakatpert 1928-ban.)
Kevéssel ezután, az 1920-as évek végén az OGPU „felfedezte”, hogy a szabotőrök kapcsolatban állnak a GOSZPLAN-nal (Állami Tervhivatal). 1930-ban kezdődött a GOSZPLAN-ban dolgozók letartóztatása. Azzal vádolták őket, hogy kísérletet tettek a kapitalizmus visszaállítására. Az OGPU részt vállalt a kulákok (nagybirtokos parasztok) likvidálásában is. Körülbelül tizenegy millió kulákot telepítettek ki Szibéria lakatlan vidékeire.[forrás?] Az OGPU statáriális jogokat kapott, hogy gyorsan kivitelezhesse a programot. 1930-ban a GPU hadjáratba kezdett a Vörös Hadsereg azon tisztjei ellen is, akik egykor a cári hadseregben szolgáltak.
1930-tól az elítélteket nagy számban kezdték a koncentrációs táborokba szállítani: csak ebben az évben 300 000 fogoly volt. Pár év múlva a számuk már több millió lett. A OGPU a kommunista párt magas rangú tagjait is letartóztatta: ilyen volt 1932-ben a „Rjutyin-csoport” ügye. 1934-ben nagy párttisztogatás vette kezdetét. Az OGPU-t ez év júliusában Belügyi Népbiztosság (NKVD) néven szervezték újjá, ezzel különleges rendőri alakulatból népbiztossággá alakult át.

## Feladatai
A GPU, majd az OGPU fő feladata a kémelhárítás volt Szovjet-Oroszország, majd a Szovjetunió területén, illetve a hírszerzés külföldön. Az OGPU felügyelete alatt működtek a Szovjetunió büntető munkatáborai is. Az OGPU katonai szervezeti felépítésben működött. Jogában állt letartóztatásokat végrehajtani, ítéleteket hozni és azokat saját hatáskörben végrehajtani.
Az OGPU feladatait egy 1922. február 9-i határozat tartalmazza. E szerint a szervezet feladata:
- a Szovjetunió állami és politikai rendjének a védelme,
- harc a kémkedéssel és banditizmussal szemben,
- a szovjethatalommal szemben szervezett lázadások és felkelések elhárítása,
- más államok politikai, társadalmi és gazdasági viszonyaira vonatkozó információk gyűjtése,
- emigráns ellenzéki szervezetekbe és pártokba történő behatolás,
- a szovjet diplomáciai személyzet védelme,
- a Szovjetunió államhatárainak védelme,
- a vasúti és vízi közlekedési hálózat védelme.

## Irányító szerve

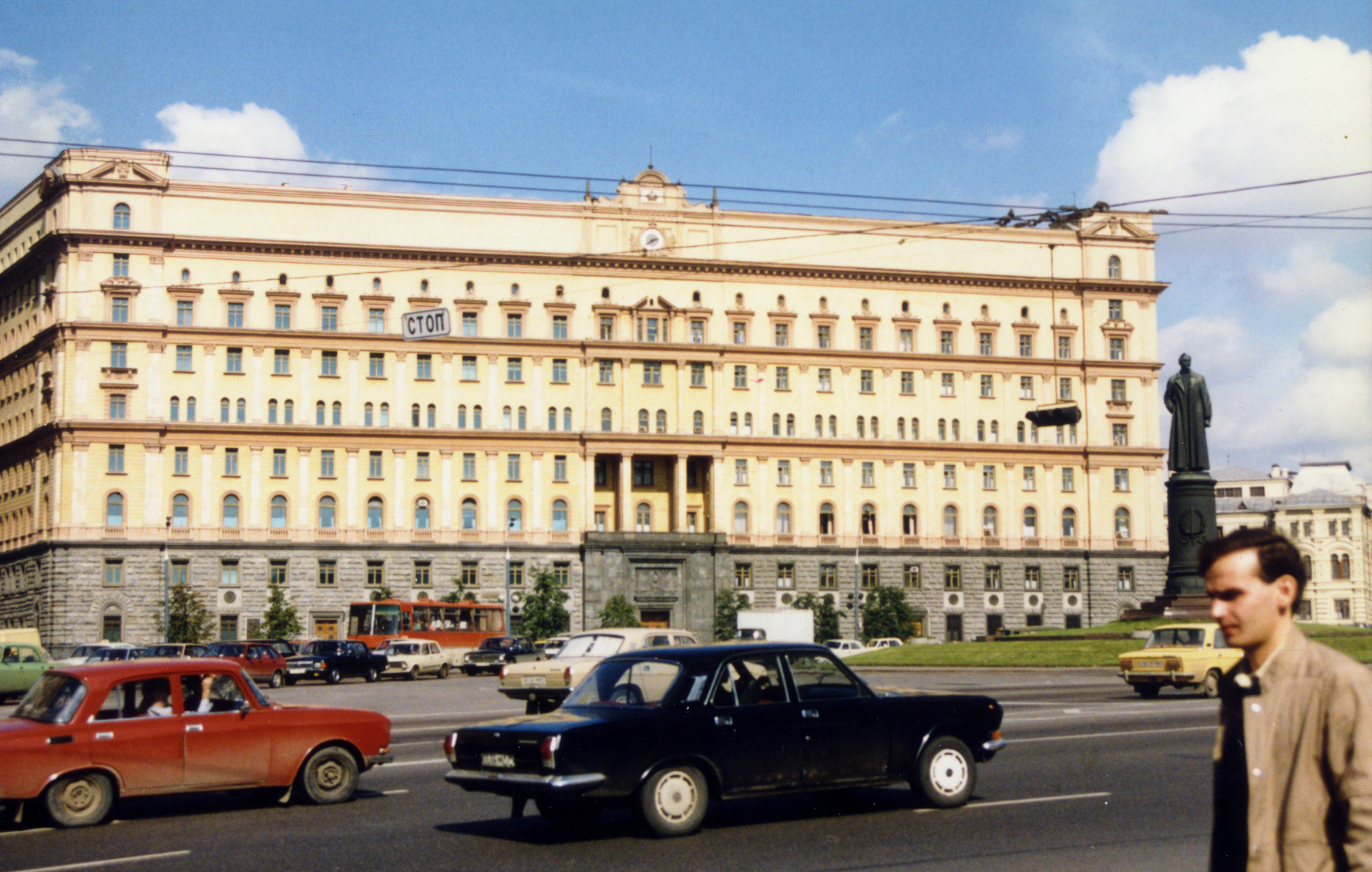
„A Lubjanka”: Az OGPU (később a KGB) székháza és börtöne a Lubjanka téren, előtte Dzerzsinszkij szobra

Az OGPU fő irányító szerve a vezetői kollégium volt, amelynek elnöke népbiztosi ranggal rendelkezett és az SZKP Központi Végrehajtó Bizottságának a tagja is volt. A vezetői kollégium tagja volt az elnök két helyettese, valamint a 13 főcsoportfőnökség vezetője. Az OGPU központja Moszkvában a Lubjanka téren volt. A szervezet megalakulásától Feliksz Dzerzsinszkij volt a vezetője egészen annak 1926. július 20-i haláláig. Őt egyik helyettese, Vjacseszlav Menzsinszkij követte a szervezet élén, egészen 1934-es haláláig. Menzsinszkij helyettesei Genrih Jagoda és Mihail Moszkvin voltak. Utóbbi egyben az I. főcsoportfőnökség, azaz a határőrség vezetője is volt.

## Nevezetes akciói
A GPU/OGPU talán legsikeresebb akciója az 1924-25-ös Bizalom-hadművelet (Операция „Трест”; Trust Operation). GPU-ügynökök kapcsolatot létesítettek nyugat-európai orosz emigránsokkal, és elhitették velük, hogy egy, a kommunista rendszer megdöntéséért dolgozó földalatti szerveződés tagjai. A száműzöttek nagy pénzösszegeket adtak a Bizalom (Trust) nevű „mozgalomnak”. A „mozgalom” végül a Szovjetunióba csalogatta a kommunistaellenes szervezkedés egyik vezéralakját, Sidney Reilly-t, ott elfogták és megölték.
1928-ban rendezték a sahti mérnökök perét. (Sahti a Donyec-medencében található bányaváros.) Ez volt az első fontosabb politikai per a sztálini érában. Olyan mérnököket vádoltak szabotázzsal, akik korábban a mensevik párt tagjai voltak, de 1921 után is a szovjet iparban dolgoztak.
A Rjutyin-ügy (1932) egyike az utolsó kísérleteknek, hogy Sztálin hatalmát korlátozzák. Mamertjan Rjutyin (1880-1937), örmény származású régi bolsevik eredetileg a Buharin és Rikov vezette „jobboldali ellenzék” tagja volt. 1932-ben közel 200 oldalas tanulmányt írt Sztálinról és a vezetésről. Nemsokára letartóztatták, de 1937-es kivégzéséig nem tudtak belőle terhelő vallomást kikényszeríteni. A Rjutyin-ügy több régi bolsevik párttagságába került: többek közt Zinovjevet és Kamenyevet 1932 őszén kizárták a pártból, mert olvasták a dokumentumot, és Szibériába száműzték.

## Lásd még
- A Szovjetunió története